# Ryczywół (gemeente)
De gemeente Ryczywół is een landgemeente in het Poolse woiwodschap Groot-Polen, in powiat Obornicki.
De zetel van de gemeente is in Ryczywół.
Op 30 juni 2004 telde de gemeente 7066 inwoners.

## Oppervlakte gegevens
In 2002 bedroeg de totale oppervlakte van gemeente Ryczywół 154,54 km², waarvan:
- agrarisch gebied: 71%
- bossen: 22%

De gemeente beslaat 21,69% van de totale oppervlakte van de powiat.

## Demografie
Stand op 30 juni 2004:
| Omschrijving                   | Totaal | Totaal | Vrouwen | Vrouwen | Mannen | Mannen |
| ------------------------------ | ------ | ------ | ------- | ------- | ------ | ------ |
| eenheid                        | aantal | %      | aantal  | %       | aantal | %      |
| inwoners                       | 7066   | 100    | 3549    | 50,2    | 3517   | 49,8   |
| bevolkingsdichtheid (inw./km²) | 45,7   | 45,7   | 23      | 23      | 22,8   | 22,8   |

In 2002 bedroeg het gemiddelde inkomen per inwoner 1297,89 zł.

## Plaatsen
- Ryczywół (sołectwo) - gemeentezetel,
- Boruchowo,
- Chlebowo,
- Chmielewo,
- Dąbrówka Ludomska (sołectwo),
- Drzonek,
- Gorzewko,
- Gorzewo (sołectwo),
- Gościejewko,
- Gościejewo Leśne,
- Igrzyna,
- Krężoły (sołectwo),
- Lipa (sołectwo),
- Lipa-Bagna,
- Lipa Nowa,
- Lipa-Wojciechowo,
- Ludomki,
- Ludomicko,
- Ludomy (sołectwo),
- Łaszczewiec,
- Łopiszewo,
- Ninino (sołectwo),
- Orłowo,
- Piłka-Młyn,
- Piotrowo (sołectwo),
- Połajewice,
- Radom (sołectwo),
- Skrzetusz (sołectwo),
- Tłukawy (sołectwo),
- Trzy Góry,
- Wiardunki (sołectwo),
- Zawady (sołectwo),
- Overige: Jaźwiny, Oskobłok, Piącibuki, Skrzetusz Mały, Smolarz.

## Aangrenzende gemeenten
Budzyń, Czarnków, Oborniki, Połajewo, Rogoźno